# Komenda Powiatowa Państwowej Straży Pożarnej

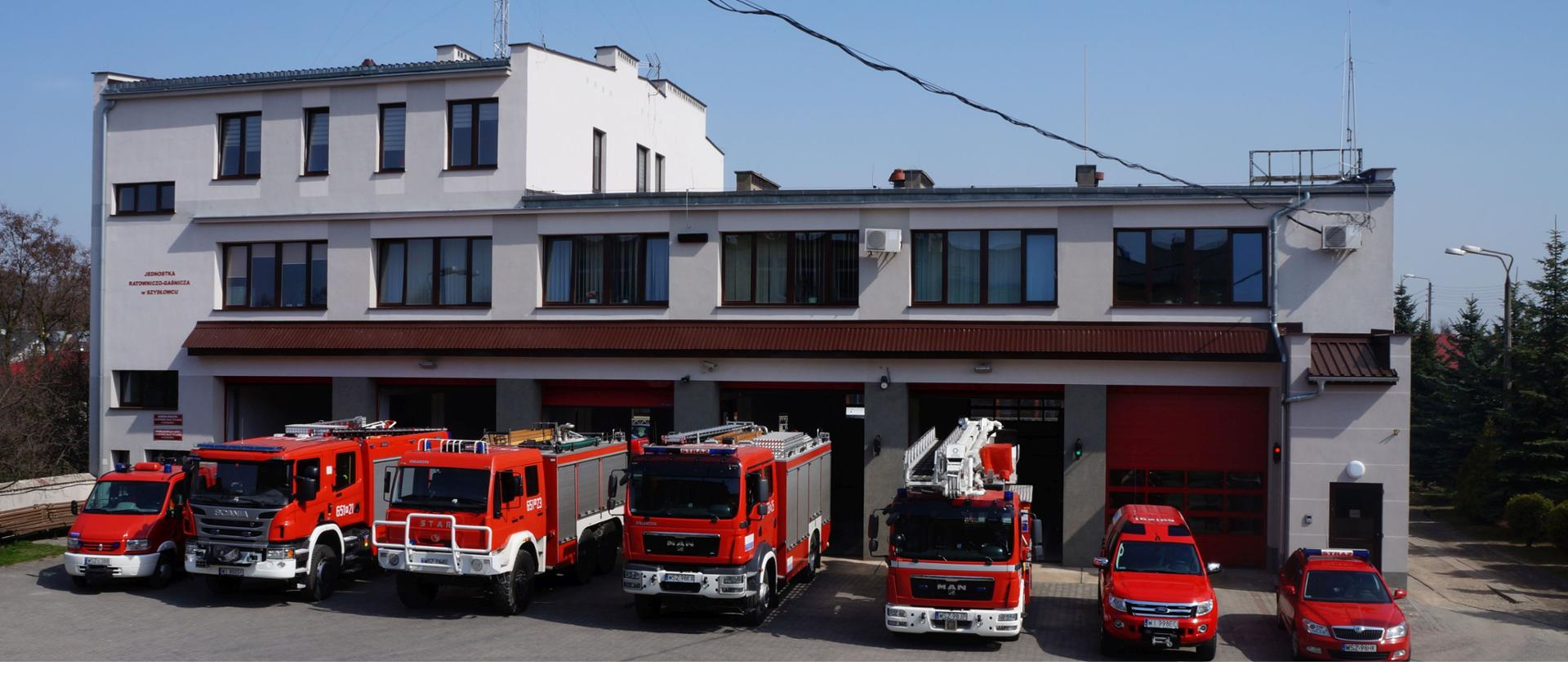
Komenda Powiatowa Państwowej Straży Pożarnej w Szydłowcu

Komenda Powiatowa Państwowej Straży Pożarnej (KP PSP) – jednostka organizacyjna Państwowej Straży Pożarnej działająca na terenie powiatu. W jego skład wchodzą jednostki ratowniczo-gaśnicze (JRG). Odpowiednikiem jej w miastach na prawach powiatu jest komenda miejska.

## Organizacja i zadania
Komenda Powiatowa Państwowej Straży Pożarnej jest podległa pod Ministerstwo Spraw Wewnętrznych i Administracji. Jest zarządzana i kierowana przez Komendanta Powiatowego Państwowej Straży Pożarnej. Komendant powiatowy jest powoływany spośród oficerów PSP przez komendanta wojewódzkiego Państwowej Straży Pożarnej po porozumieniu ze starostą, natomiast odwołuje ten sam komendant po zasięgnięciu opinii starosty. Zastępców komendanta powiatowego powołuje i odwołuje komendant wojewódzki na wniosek komendanta powiatowego PSP.
Każda JRG znajduje się w osobnym budynku.
Komenda Powiatowa Państwowej Straży Pożarnej jako jednostka organizacyjna PSP wykonuje zadania przeciwpożarowe na terenie całego powiatu.